# Rivo (Paluzza)
Rivo (Riu in friulano) è una frazione del comune italiano di Paluzza, in provincia di Udine.
Si trova nell'alta valle del fiume Bût, sulla riva sinistra di tale corso, e sul declivio del versante nord-est del Monte di Rivo (1.575 m)
La Valle, in cui è posta Rivo, è denominata sia Valle del Bût che Canale di S.Pietro, dall'antica Pieve che si può visitare pochi km più a sud.
Il nome Rivo (in friulano/carnico Riu: ruscello) deriva dalla propria posizione geografica perché il paese è delimitato a nord dal "Riu di Gjambe", a sud dal "Riu di Cente" ed è attraversato dal "Riu Bajarz".
essendo luogo ricco d'acqua da secoli agli abitanti è stato affibbiato il nomignolo di "Crots" (rane, in carnico) in chiaro riferimento alle molte rane presenti dai tempi passati.
Il paese, comprendente anche la nuova zona industriale, nel 2010 contava 212 abitanti,  98 maschi e 114 femmine. 
Nei secoli ha variato il numero dei residenti, come tutti i paesi della Carnia, raggiungendo nel 1903 le 538 unità fino ad un massimo di 641 persone nel 1921.
Il paese ha visto migliorare, soprattutto nel secondo dopoguerra, le strutture viarie ed igieniche con nuovi collegamenti stradali, la rete fognaria ed il rinnovo della pubblica illuminazione.
Attualmente l'assetto urbano sta riprendendo vita con numerose ristrutturazioni delle antiche case.
Piccoli scorci suggestivi si possono scoprire tra le strette viuzze.